# Brodawnica czarniawa

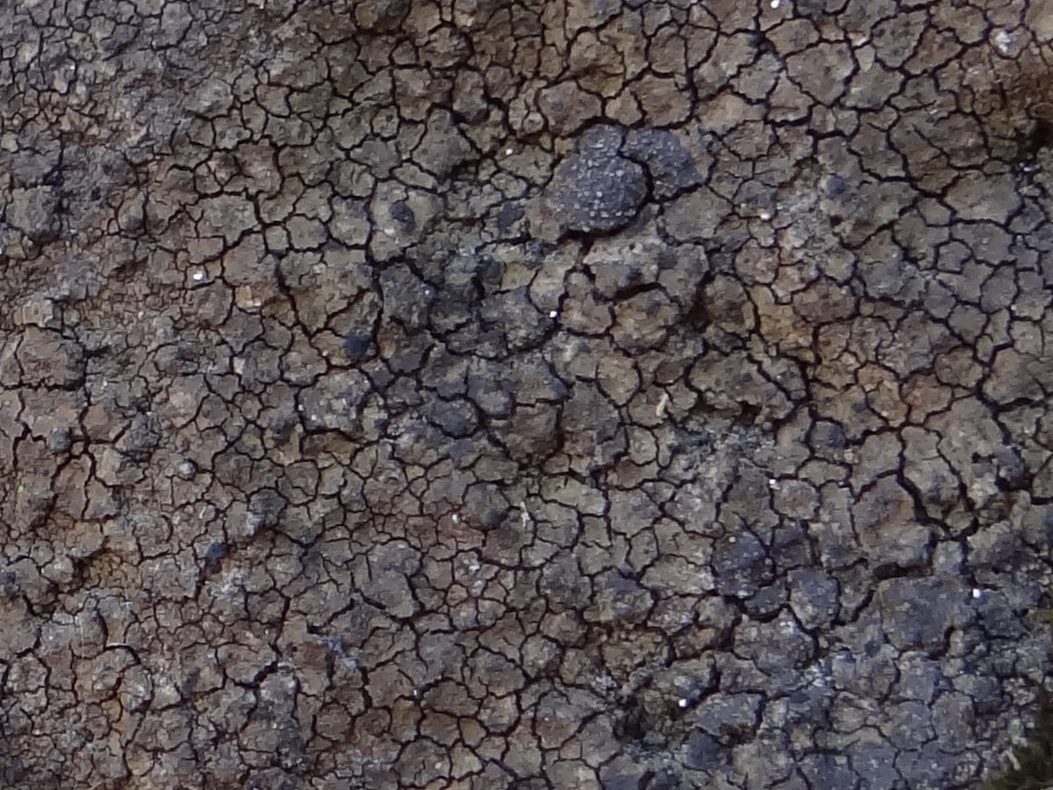

Brodawnica czarniawa (Verrucaria nigrescens Pers.) – gatunek grzybów z rodziny brodawnicowatych (Verrucariaceae). Ze względu na współżycie z glonami zaliczany jest do porostów.

## Systematyka i nazewnictwo
Pozycja w klasyfikacji według Index Fungorum: Verrucaria, Verrucariaceae, Verrucariales, Chaetothyriomycetidae, Eurotiomycetes, Pezizomycotina, Ascomycota, Fungi.
Synonimy nazwy naukowej:
- Lithocia nigrescens (Pers.) A. Massal. 1853)
- Lithocia nigrescens f. nigrescens (Pers.) A. Massal. 1853)
- Lithocia nigrescens var. nigrescens (Pers.) A. Massal. 1853)
- Pyrenula nigrescens (Pers.) Ach. 1814)
- Tichothecium nigrescens (Pers.) Flot. 1849)
- Zschackea nigrescens (Pers.) M. Choisy & Werner

Nazwa polska według Krytycznej listy porostów i grzybów naporostowych Polski. 

## Morfologia
Plecha skorupiasta, o grubości 0,1–0,3 mm, popękana na areolki o średnicy 0,1–1 mm. Areolki mają nieregularne, kanciaste kształty i oddzielone są wąskimi szczelinami. Górna powierzchnia ma barwę brązową, brązowo-czarną, ciemnooliwkową lub ciemnobrunatną, jest gładka i pomarszczona. Posiada endolityczne, czasami dobrze widoczne, czarne przedplesze. Dolna strona plechy jest czarniawa i zrośnięta z inwolukrelum.
Górna kora jest pseudoparenchymatyczna, zbudowana z komórek o średnicy 4–6 μm. Plecha zawiera glony protokokkoidalne, ich komórki o średnicy 5–10 μm tworzą oddzielone od siebie pionowe szeregi.
Licznie występują owocniki. Są to perytecja prawie całkowicie lub przynajmniej w ¾ zagłębione w areolkach. Ich czarne, nieco wypukłe egzotecja mają średnicę 0,1–0,18 mm, wokół ostioli są lekko wklęsłe. Brunatnoczarne i kuliste ekscypulum ma średnicę 0,2–0,3 mm. Inwolukrelum jest pełne, przylegające do ekscypulum. Dwutunikowe worki mają rozmiar 70–90 x 20–30 μm. W jednym worku powstaje po 8 jednokomórkowych, elipsoidalnych zarodników o rozmiarach 17–27 × 8–13 μm. Wstawki (parafizy) dość wcześnie zanikają, występują natomiast peryfizy. Pyknid brak.
Reakcje barwne: wszystkie negatywne. Kwasów porostowych brak.

## Występowanie i siedlisko
Brodawnica czarniawa jest szeroko rozprzestrzeniona w Ameryce Północnej, Europie i Australii. W Azji znane jest jej występowanie tylko w Syrii, Iranie i Korei, w Afryce tylko w Algierii. W Polsce jest pospolita na terenie całego kraju.
Rośnie głównie na skałach wapiennych, na wapnistych piaskowcach oraz na betonie.

## Gatunki podobne
Bardzo ciemna barwa plechy Verrucaria nigrescens pozwala odróżnić ten gatunek od większości porostów skorupiastych, istnieje jednak nadal wiele gatunków porostów o podobnie ciemnej plesze. Charakterystycznym zestawem cech pozwalającym odróżnić od nich V. nigrescens są właściwe dla niej: zagłębione w plesze perytecja, dość płaska powierzchnia, średniej wielkości zarodniki i występowanie na wapieniach.